# Portulaca pilosa
Portulaca pilosa es una planta anual suculenta de la familia Portulacaceae.

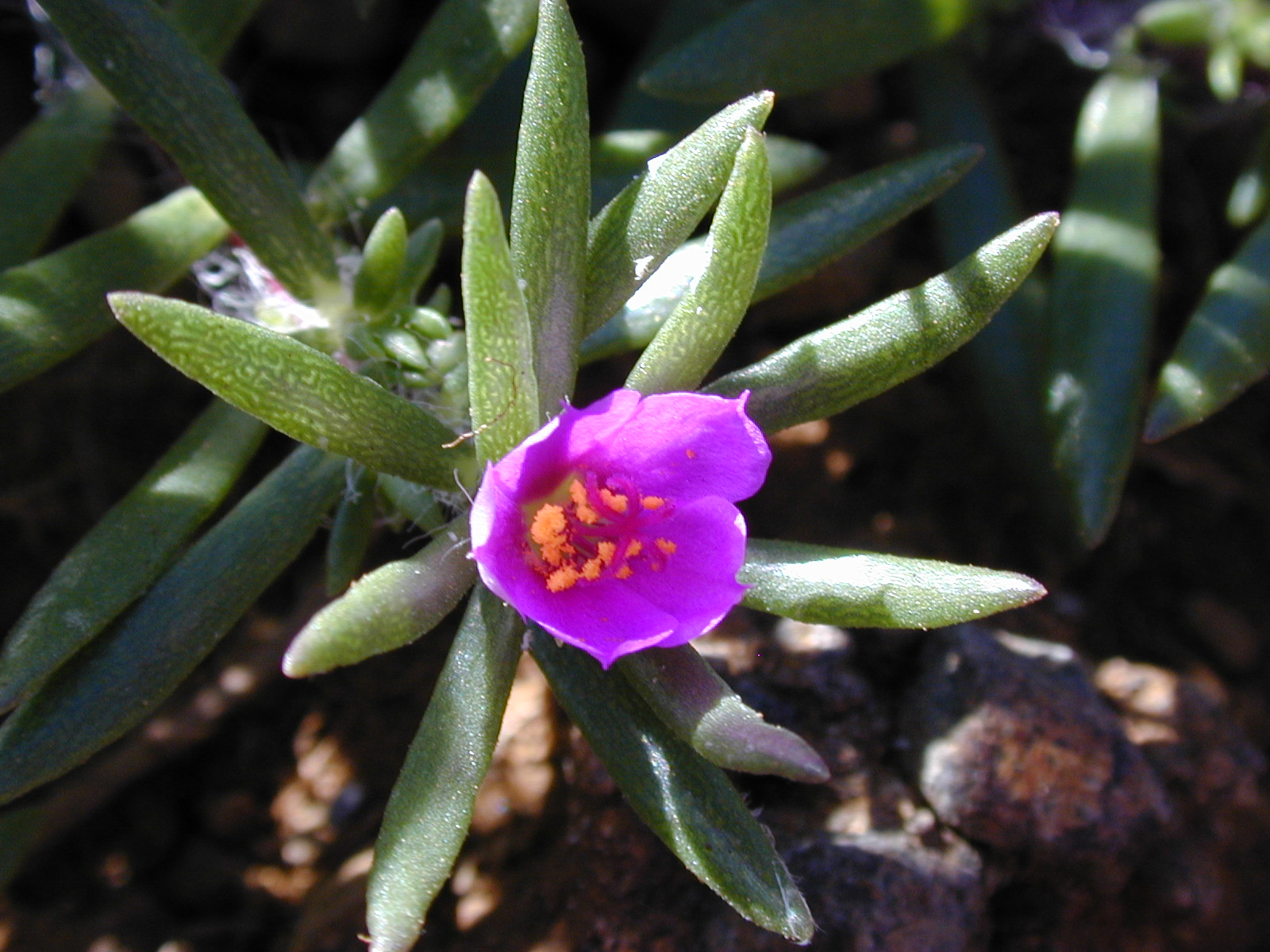
Planta en flor

## Descripción

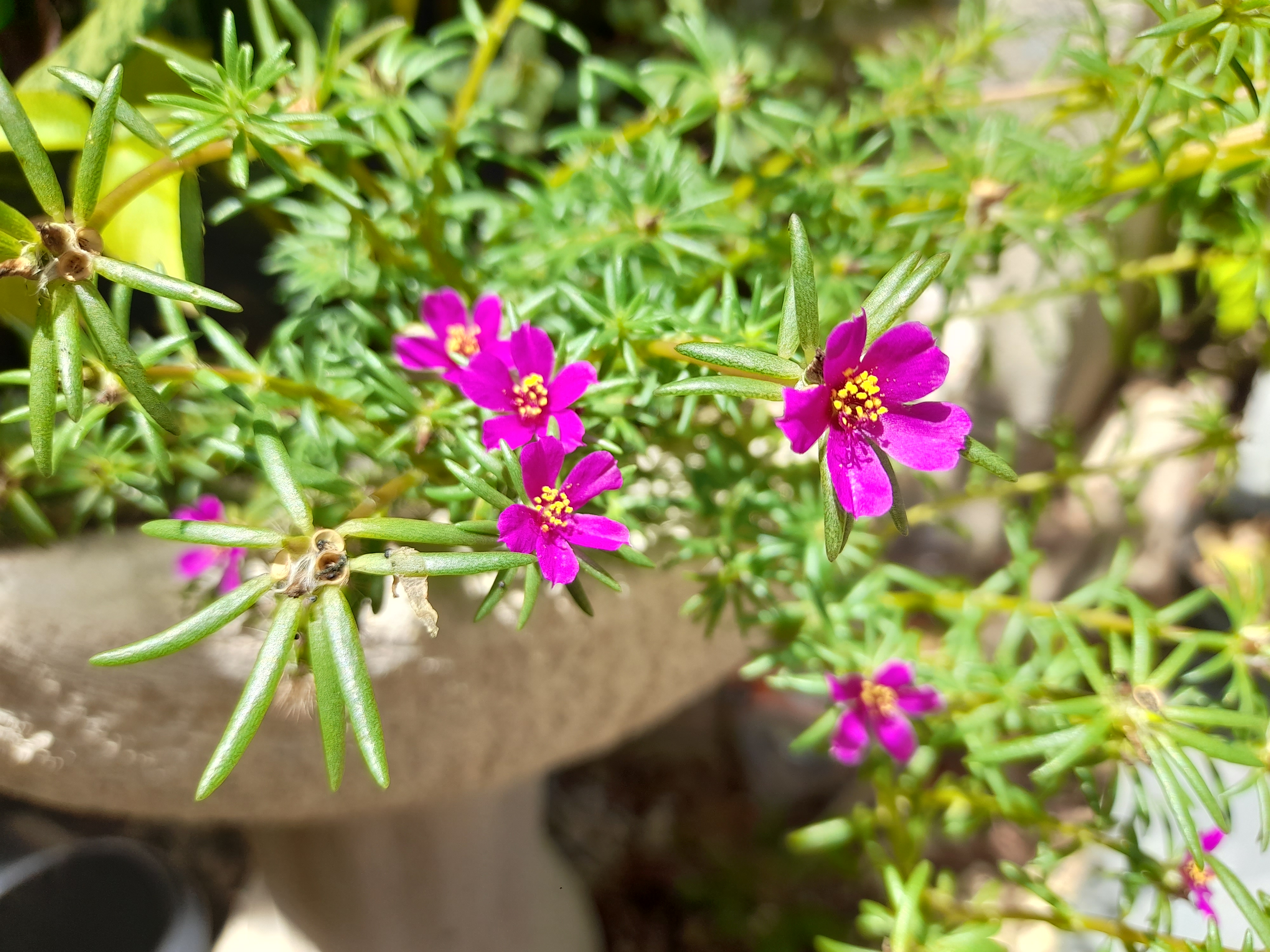
Portulaca pilosa creciendo de manera ornamental.

Son hierbas anuales, postradas o ascendentes, el tallo de 6–22 cm de largo. Las hojas alternas, teretes o subteretes cuando vivas, algo aplanadas cuando secas, lineares a linear-lanceoladas u -oblanceoladas, de 0.7–1.8 cm de largo y 0.11–0.2 cm de ancho, obtusas a agudas en el ápice, con fascículos de tricomas blancos o pardos 3–7 mm de largo en las axilas. Las flores 2–4, terminales, abrazadas por 5–14 hojas involucrales y tricomas 3–5 mm de largo; sépalos 2–4 mm de largo y 1.5–3 mm de ancho, ecarinados; pétalos obovados a anchamente obovados, 3.8–7 mm de largo y 2.2–4.5 mm de ancho, color violeta-rosado a purpúreo o rojo obscuro; estambres 15–18 (–32); estilos 4. El fruto es una cápsula ovoide- u oblongoide-globosa, 2.6–3.5 mm de diámetro, circuncísil desde el 1/4 inferior hasta la parte media; semillas 0.5–0.7 mm de diámetro, negras, la testa con tubérculos redondeados o un poco espinosos.

## Descripción y hábitat
Es una especie común en áreas secas alteradas y rocosas, a una altitud de 0–1300 metros; está ampliamente distribuida desde el sur de los Estados Unidos hasta Chile y Argentina, zonas pacífica y norcentral; también en las Antillas.

## Taxonomía
Portulaca pilosa fue descrita por Carlos Linneo y publicado en Species Plantarum 1: 445. 1753.
Sinónimos
| - Portulaca ehrenbergii Poelln. - Portulaca foliosa DC. - Portulaca gagatosperma Millsp. - Portulaca karwinskii Fisch. & E. Mey. - Portulaca lanata Rich. - Portulaca mundula I.M. Johnst. - Portulaca papulosa Schltdl. ex Poelln. | - Portulaca pilosa f. mexicana D. Legrand - Portulaca poliosperma Urb. - Portulaca poliosperma var. minor Urb - Portulaca decipiens Poelln. - Portulaca procumbens Urb. & Ekman - Portulaca villosa Cham. |